# Ідальго (фільм)
Ідальго (англ. Hidalgo) — пригодницький фільм режисера Джо Джонстона, прем'єра якого відбулася 17 лютого 2004 року. У фільмі знялися такі відомі актори як Вігго Мортенсен («Володар Перснів: Братерство Персня») та Омар Шариф.

## Сюжет
Події відбуваються у 1890 році. Багатий арабський шейх вперше запрошує іноземця взяти участь в «Океані Вогню». Цим запрошеним має бути Френк Хопкінс, відомий американський наїзник та ковбой Дикого Заходу, матір'ю якого була корінна індіанка з племені Лакота, а батько — білий американський солдат.
Впливовий шейх поставив великі гроші на перемогу Френка в цьому забігу на 3000 миль по Аравійській пустелі, в якому протягом тисячі років до цього часу брали участь лише бедуїни на своїх найкращих арабських конях.
Тепер подальша доля Френка Хопкінса та його честь залежить лише від витривалості його коня, якого звуть Гідальго. Адже супротивники Френка будуть намагатися зробити все можливе та неможливе, аби він загинув разом зі своїм скакуном.

## У ролях
- Вігго Мортенсен — Френк Гопкінс
- Зулейха Робінсон — Джазіра, дочка шейха
- Омар Шариф — шейх
- Луїз Ломбард — леді Енн Девенпорт
- Адам Алексі-Маль — Азіз
- Саїд Тагмауї — Бін аль Рііх
- Сайлас Карсон — Катіб
- Харш Найар — Юсеф
- Дж. К. Сіммонс — Баффало Білл Коді
- Адоні Меропіс — Сакре
- Віктор Талмадж — Расмуссен
- Пітер Менса — Яффо
- Флойд «Червоний ворон» Вестерман — вождь Орлиний Ріг
- Елізабет Беррідж — Енні Оклі
- С. Томас Хауелл — Престон Уебб
- Малкольм Макдауелл — майор Девенпорт
- та ін.

## Знімальна група
- Режисер — Джо Джонстон
- Сценарист — Джон Фуско
- Продюсер — Кейсі Сільвер
- Композитор — Джеймс Ньютон Ховард
- Оператор — Шеллі Джонсон
- Монтаж — Роберт Далва
- Художник-постановник — Баррі Робінсон
- Художники — Кевін Констант та Трой Сайзмор
- Декорації — Гаррет Льюїс
- Художник по костюмах — Джеффрі Керланд

## Саундтрек
Саундтрек Джеймса Ньютона Ховарда до стрічки «Ідальго» містить 14 композицій. Альбом був виданий у 2004 році.
1. Main Title
2. Don't Waste Our Money
3. Arriving In The Desert
4. Morning Of The Race
5. The Race Begins
6. The Second Half
7. Sandstorm
8. Frank Pushes On
9. Katib
10. Montage
11. The Trap
12. The Last Push
13. The Final Three
14. Let 'Er Buck

## Історична основа фільму
Френк Хопкінс — це реальна історична особа, а не вигаданий персонаж. Хопкінс був відомим ковбоєм Дикого Заходу, наполовину індіанцем, наполовину американцем. Він народився відразу після закінчення Громадянської війни в США, в кабіні лісовоза у Форт Ларамі.
Будучи підлітком він доставляв депеші до генералів Майлза та Крука. Пізніше він став мисливцем на бізонів, а також брав участь у багатьох скачках і навіть переміг у більше ніж 300 змаганнях, в тому числі і в «Океані Вогню». Однак багато арабських вчених вважають, що Хопкінс вигадав останню, аби прославитися. Вчені мотивують це тим, що не знайшли ніяких документів, щодо «Океану Вогню» взагалі. Також багато сучасників Хопкінса говорили, що він навіть не бував в тих краях.
У 1940-і Френк Хопкінс надрукував автобіографічну книгу «Vermont Horse and Trail Bulletin». Помер наїзник у 1951 році.
Також у фільмі є сцена, де американські солдати розстрілюють поселення індіанців. Ця трагічна подія, на жаль, теж є реальною. 29 грудня 1890 року в Південній Дакоті, в місті Зламане коліно, регулярні американські війська вбили понад 300 чоловіків, жінок і навіть дітей, коли ті виконували релігійний танець.

## Цікаві факти
- При дублюванні іспанської версії стрічки Вігго Мортенсен озвучив власного героя, Френка Хопкінса. Мортенсен гарно володіє іспанською мовою, тому цей дубляж і став можливим.[2]
- Зйомки фільму почалися 6 серпня 2002 року в Монтані, а завершилися в кінці лютого 2003, проте деякі сцени були відзняті в Каліфорнійській пустелі в березні 2003[1].
- Фінальна сцена стрічки була відзнята в околицях Браунінга, в штаті Монтана. В ній було задіяно понад 550 коней, які були взяті на деякий час у місцевих фермерів[2].
- Мустанга під ім'ям Ті-Джей, який знімався у фільмі, Вігго Мортенсен купив після закінчення зйомок[1].
- Знімаючись в «Ідальго», Вігго, щоб краще зіграти Френка Хопкінса, весь час носив ковбойські чоботи та щодня практикувався у верховій їзді[1].